# Dom (Bauwerk)

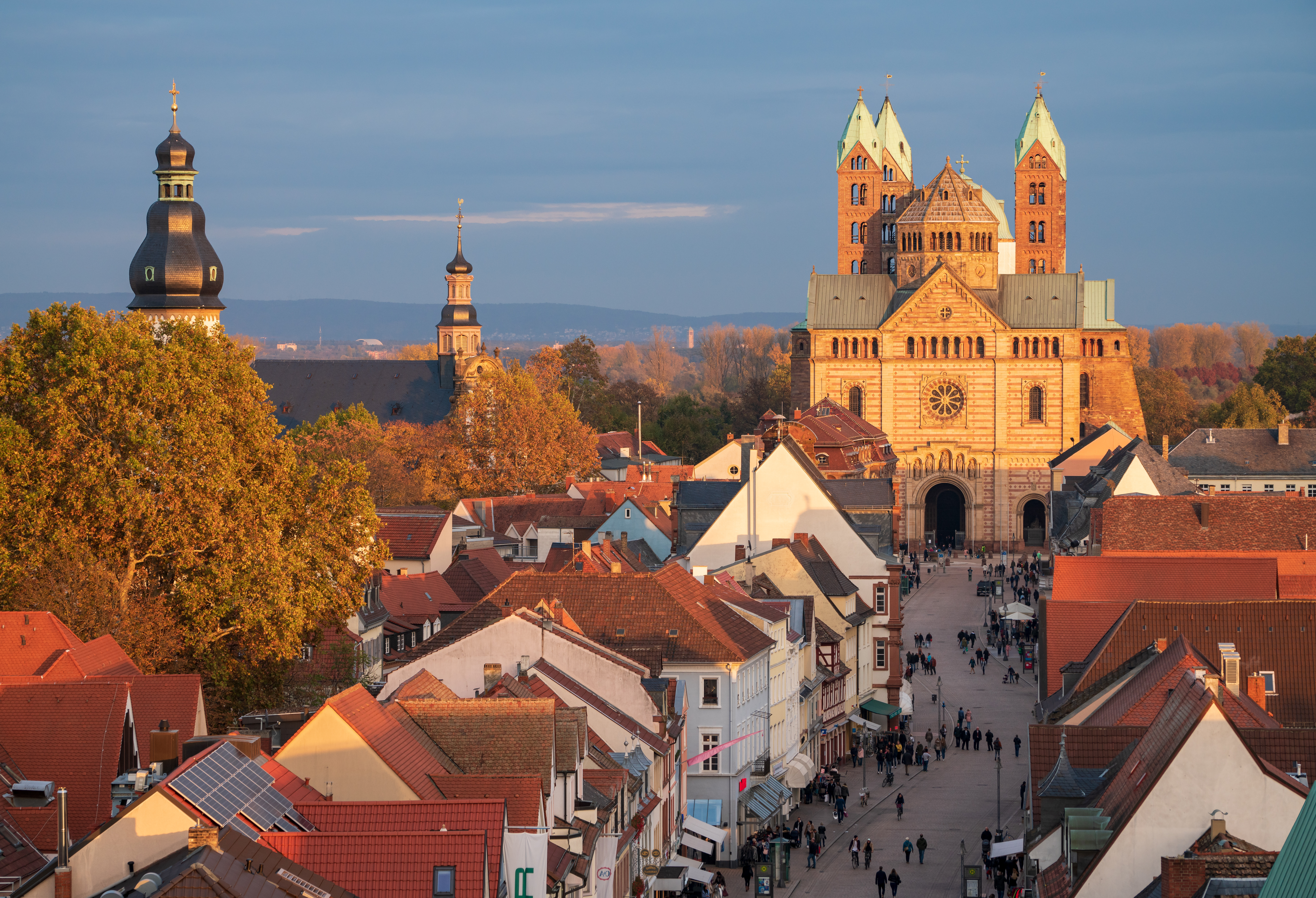
Speyerer Dom, die größte erhaltene romanische Kirche der Welt

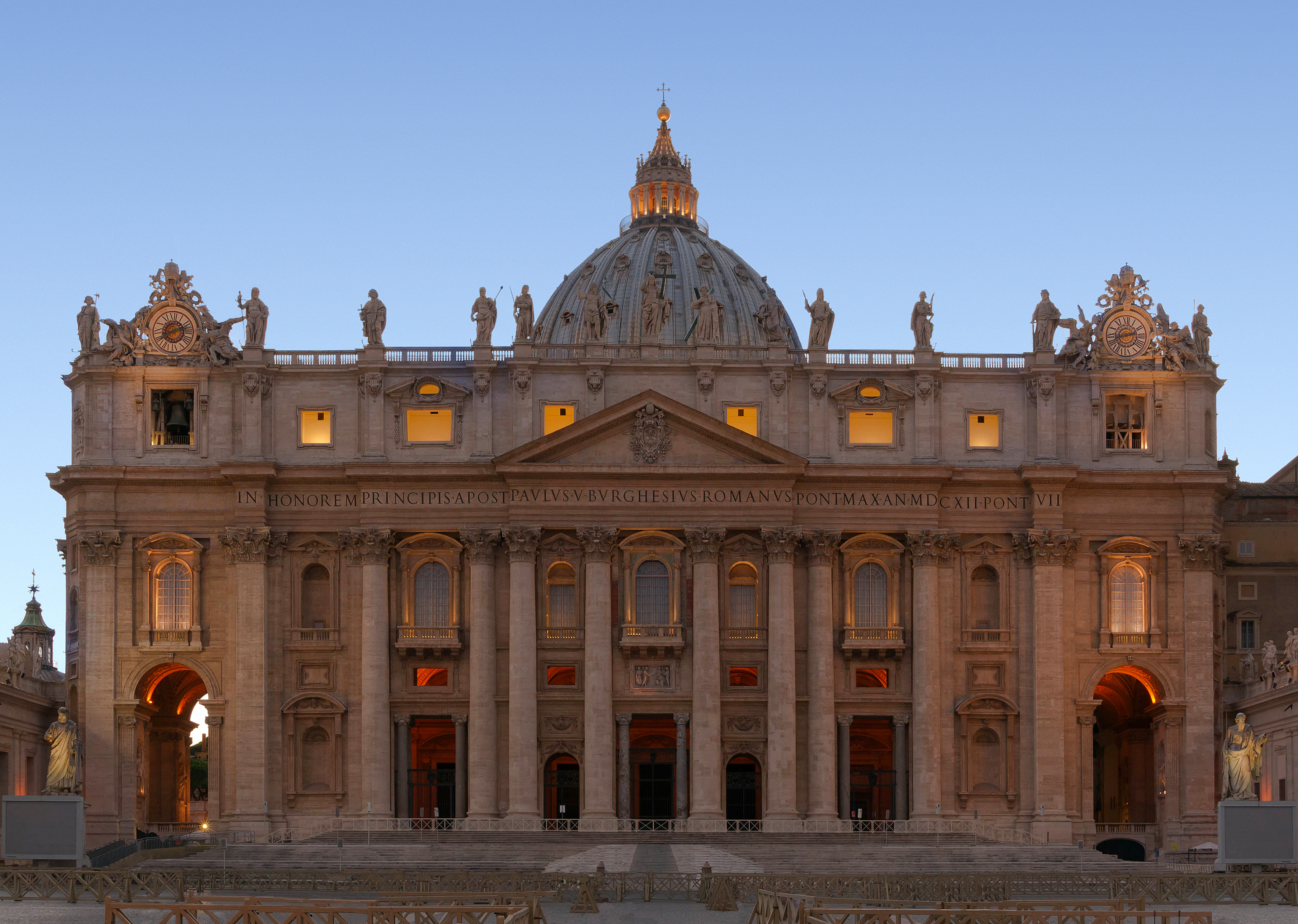
Petersdom

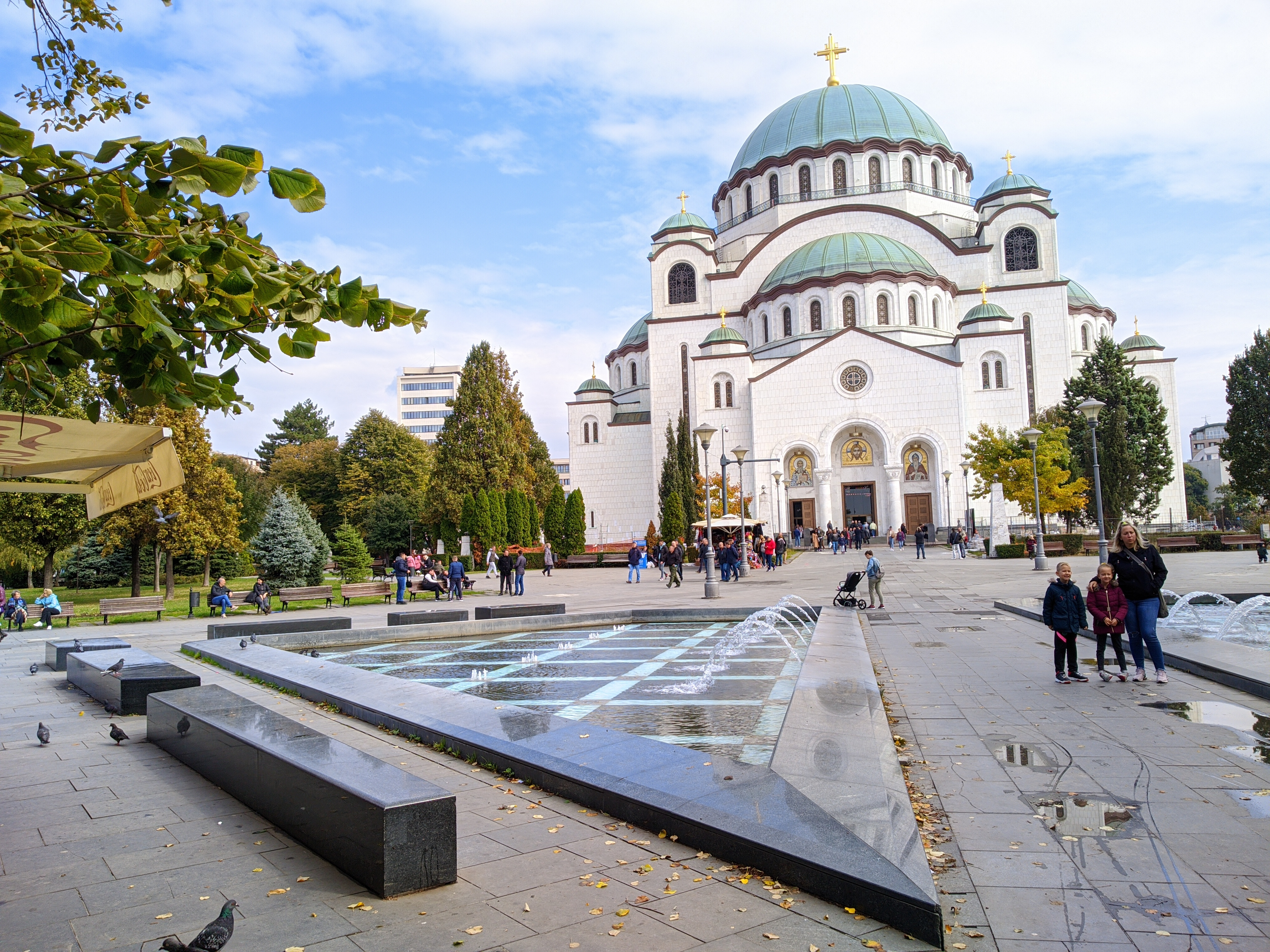
Dom des Heiligen Sava, Belgrad

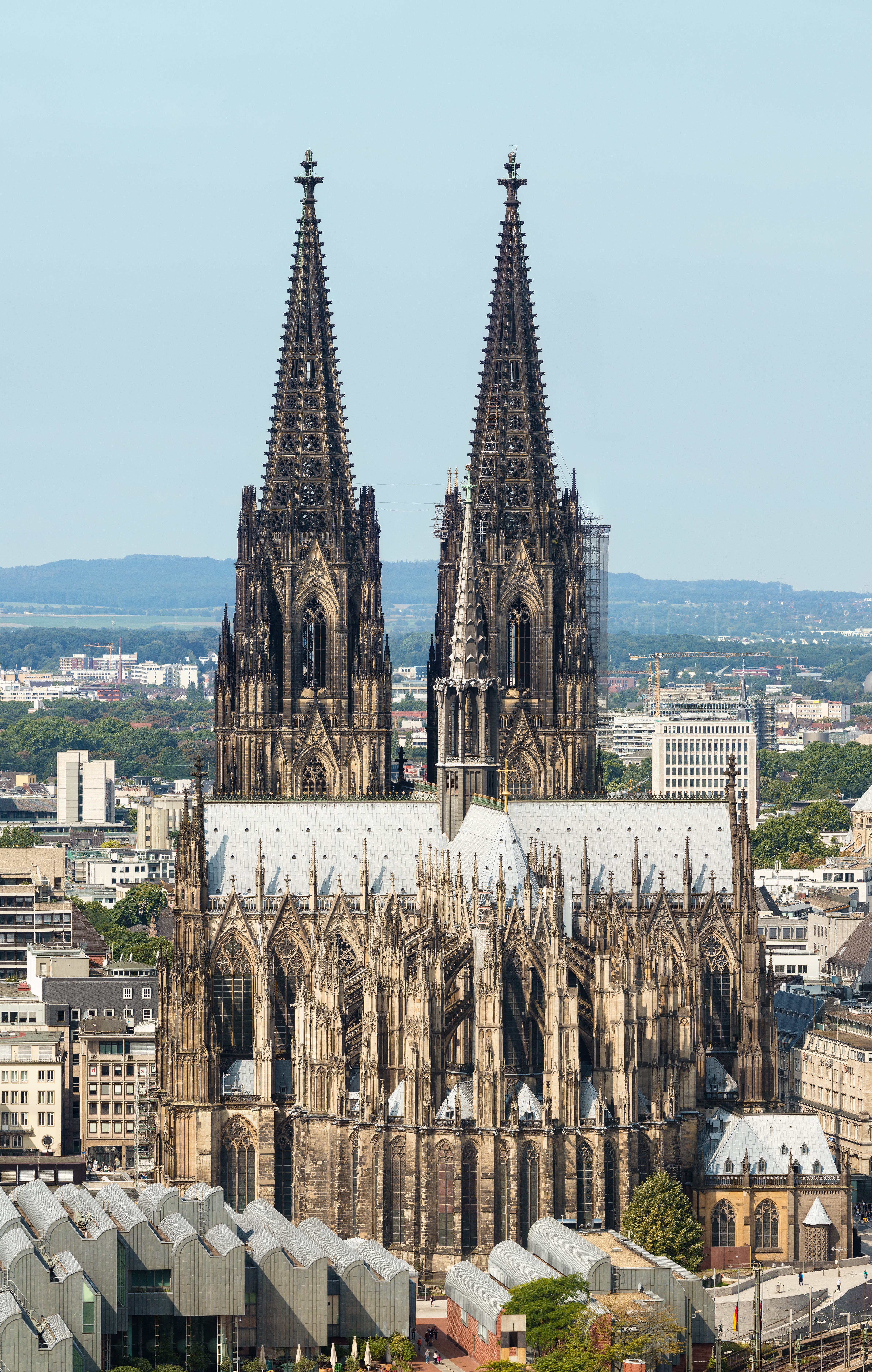
Kölner Dom

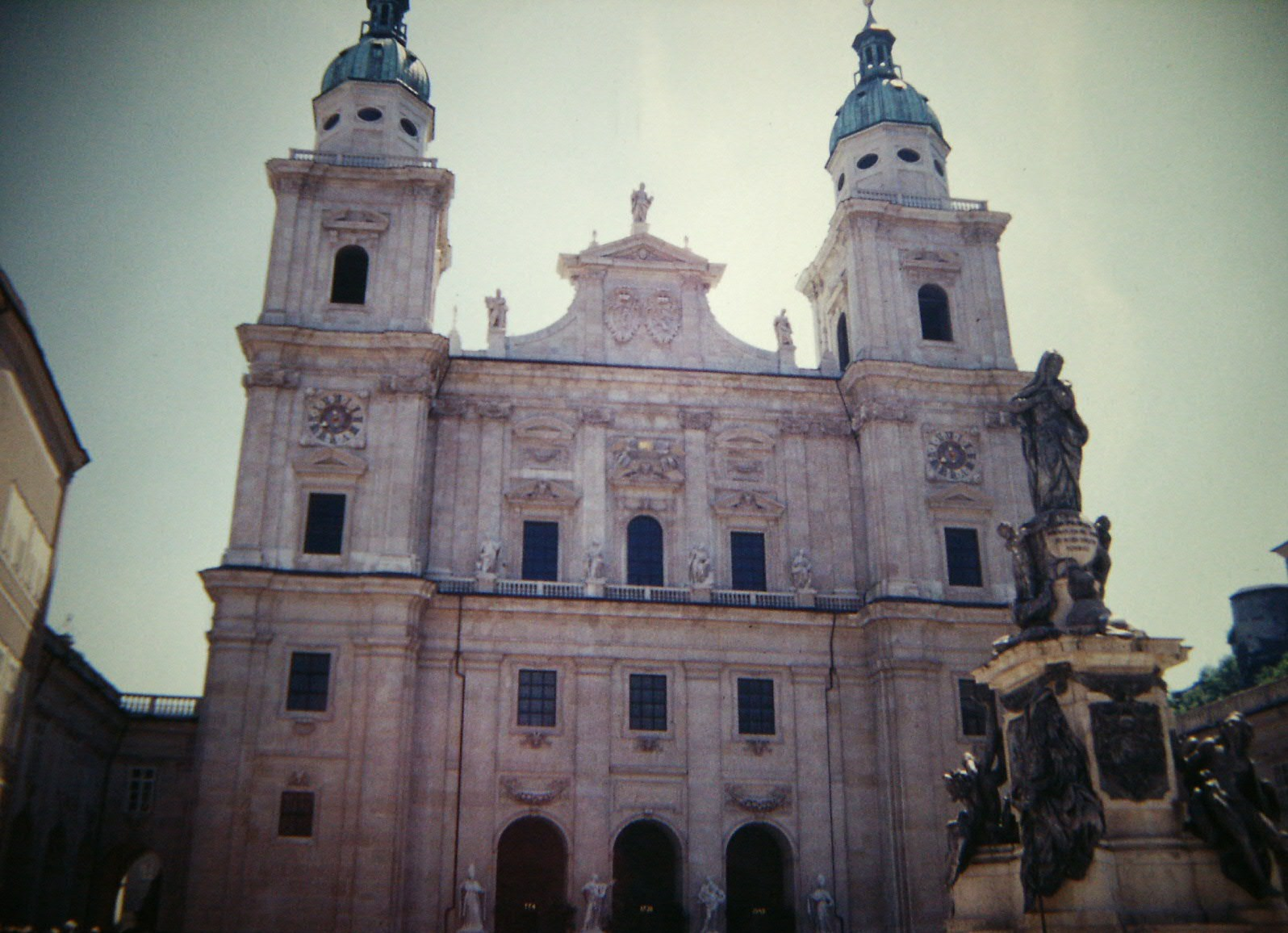
Salzburger Dom

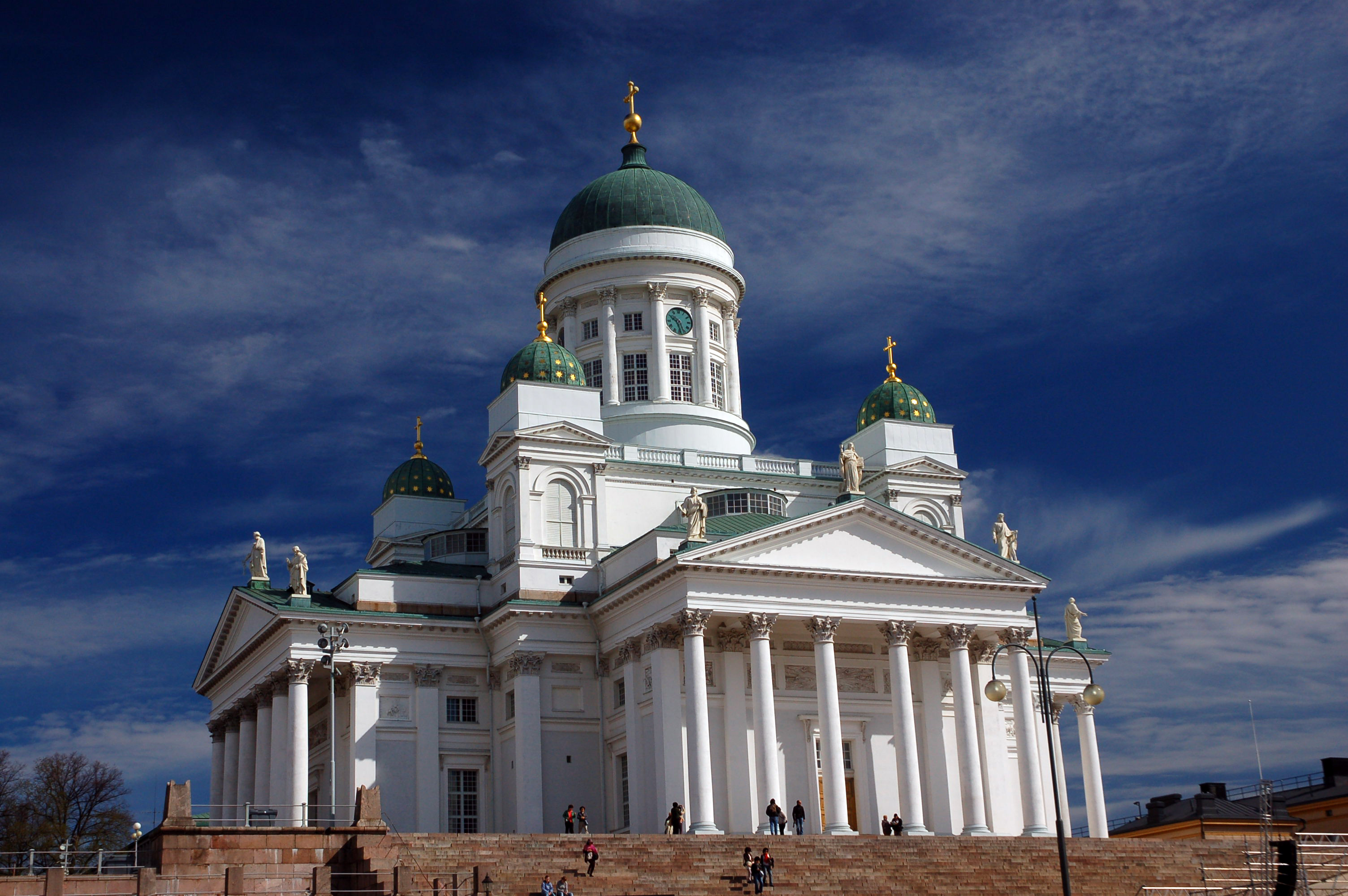
Tuomiokirkko in Helsinki

Dom (von lateinisch domus „Haus“) oder Domkirche werden Kirchen genannt, die sich durch ihre Größe, architektonische und künstlerische Besonderheiten oder eine besondere historische Bedeutung auszeichnen.
Im Oberdeutschen hat die Bezeichnung Münster eine ähnliche Bedeutung. Wenngleich viele Kathedralen auch als Dom bezeichnet werden, sind die Begriffe nicht gleichbedeutend; nur Kirchen, die als katholischer oder orthodoxer Bischofssitz dienen, werden Kathedrale genannt.

## Etymologie
Das Wort Dom für eine bedeutende Kirche ist seit dem 8. Jahrhundert belegt und eine Verkürzung zusammengesetzter lateinischer Bezeichnungen mit dem Bestandteil domus „Haus“, z. B. domus Dei, „Haus Gottes“, der Ort der Gottesdienste. Dagegen war domus ecclesiae zunächst das Wohnhaus des Klerus (Kollegium, Domkapitel) neben der Kirche. Im Lateinischen ist domus feminin, z. B. sancta domus „heiliges Haus“.
Verwandte Wörter werden im Italienischen, in Skandinavien und in einigen weiteren Sprachen benutzt: italienisch duomo, dänisch domkirke, niederländisch dom oder domkerk, norwegisch domkirke, schwedisch domkyrka, finnisch tuomiokirkko, estnisch toomkirik, lettisch doms, slowakisch dóm.
Erst im 18. Jahrhundert wurde aus dem Französischen (dôme) und Englischen (dome) die Bezeichnung Dom für eine Kuppel übernommen. Seither werden auch andere Bauwerke, darunter oft Kirchen, als „Dom“ bezeichnet, ohne deswegen aber tatsächlich eine Domkirche oder ein Münster zu sein. Beispiele dafür sind der Deutsche und der Französische Dom auf dem Berliner Gendarmenmarkt sowie der Petersdom in Rom.

## Landestypische Besonderheiten

### Italien
In Italien waren es wohlhabende Städte, die sich auch ohne Bischof ihren repräsentativen duomo bauten.

### Deutschland
Von den mit der Geschichte des Heiligen Römischen Reiches und einzelnen Kaisern besonders verbundenen Kaiserdomen hatten einige auch einen Bischofssitz, andere keinen.
Die heute evangelischen Dome wurden – mit Ausnahmen in Berlin – vor der Reformation gebaut und verloren dann ihre Funktion als Bischofskirche. Grundsätzlich bezieht sich bei protestantischen Domen in Deutschland die Bezeichnung Dom auf deren vorreformatorischen Status als Kathedrale.
Unter den Domen gibt es:
- katholische Kathedralen (als Kathedrale gebaut oder später zur Kathedrale erhoben)
- katholische ehemalige Kathedralen (das Bistum wurde aufgehoben oder der Bischofssitz verlegt)
- andere katholische Stiftskirchen oder ehemalige Stiftskirchen
- andere katholische Kirchen
- ehemalige katholische Kathedralen oder Stiftskirchen, jetzt evangelische Kirchen
- andere ehemals katholische Kirchen
- originär protestantische Kirchen

Unter den Kaiserdomen gibt es:
- Krönungskirchen mit und ohne Bischofssitz
- Palastkirchen mit und ohne andere Funktion
- eine kaiserliche Stiftung ohne andere Funktion

### Österreich
In Österreich sind alle österreichischen römisch-katholischen Kathedralkirchen unter der Bezeichnung Dom bekannt, also die Erzbistumskirchen Wien (Stephansdom) und Salzburg (Virgildom), und die sieben Suffraganbistumskirchen Eisenstadt, Linz (Neuer Dom) und St. Pölten (Erzbistum Wien), Feldkirch, Graz-Seckau, Gurk, Innsbruck (Erzbistum Salzburg), sowie vereinzelte ehemalige Kathedralkirchen (wie der Alte Linzer Dom, der Dom von Wiener Neustadt oder die Dom- und Stadtpfarrkirche St. Andrä/Lavanttal) – die Militärkathedralkirche an der Theresianischen Militärakademie Wiener Neustadt und die immediate Wettingen-Mehrerau werden nicht Dom genannt, auch nicht die griechisch-orthodoxe und russisch-orthodoxe Metropolitankirche und die Hauptkirchen anderer Konfessionen. Daneben findet sich der Ausdruck allgemein auch im Sinne von „große Kirche“, so für die für den Landstrich außerordentlich groß geratene ländlichen Dekanatspfarrkirche St. Johann im Pongau (Pongauer Dom) oder Stiftskirche Spital (Dom am Pyhrn).
Insgesamt gibt es also zwölf Bischofskirchen (elf katholisch, eine griechisch-orthodox, eine russisch-orthodox) und etwa fünfzehn Dom genannte Kirchen in Österreich. Kathedralbauten im gotischen Typus gibt es in Österreich unter den Großkirchen nur vereinzelt (Wiener Stephansdom, Wiener Neustadt, Mariazell), ein paar Dombauten italienischen Stils (Renaissance/Barock: Salzburg, Alter Dom Linz) und ein paar gotisierte oder barockisierte vorgotische Basiliken, historistische Nachempfindungen etliche (etwa die Votivkirche Wien). Das Wort „Münster“ ist nicht gebräuchlich.

### Skandinavien und Baltikum
Skandinavien schloss sich im 16. Jahrhundert der Reformation an. Die evangelischen Bischofskirchen werden in der Regel als Dom (domkirke, domkyrka, tuomiokirkko) bezeichnet. Die wenigen Kathedralen der katholischen Kirche in Schweden, Norwegen, Finnland, Island und Dänemark sind meist architektonisch unscheinbare Bauten aus dem 19. und 20. Jahrhundert.
Im Bereich der (evangelischen) Norwegischen Kirche ist der Nidarosdom in Trondheim zu nennen.
Der Tallinner Dom (estnisch Tallinna toomkirik) wurde nach Abschluss der Reformation in Estland 1561 zur lutherischen Domkirche. Er befindet sich auf dem Domberg (Toompea) in Tallinn und ist heute die Bischofskirche des Erzbischofs der Estnisch Evangelisch-Lutherischen Kirche.